# Xiaoting
Xiaoting (en chino, 猇亭; pinyin, Xiāotíng) es un distrito urbano bajo la administración directa de la ciudad-prefectura de Yichang. Se ubica al este de la provincia de Hubei, sur de la República Popular China. Su área es de 118 km² y su población total para 2010 superó los 60 mil habitantes. 

## Administración
Desde junio de 2023, el distrito Xiaoting se divide en 3 pueblos administrados en subdistritos.